# トロント・ラプターズのチーム記録
トロント・ラプターズチーム記録（トロント・ラプターズのチームきろく）は、NBAのトロント・ラプターズのチーム記録である。
現役選手の記録も取り上げる。各部門のランク中（現役）は現在このチームに在籍していることを表す。

## 通算得点
1. 13,296　デマー・デローザン（現役）
2. 10,540　カイル・ラウリー（現役）
3. 10,275　クリス・ボッシュ
4. 9,420　ヴィンス・カーター
5. 8,875　パスカル・シアカム（現役）
6. 6,581　アンドレア・バルニャーニ
7. 6,498　モリス・ピーターソン
8. 6,090　フレッド・ヴァンブリート（現役）
9. 5,524　ヨナス・ヴァランチューナス（現役）
10. 5,235　ホセ・カルデロン

## 通算リバウンド
1. 4,776　クリス・ボッシュ
2. 3,961　ヨナス・ヴァランチューナス（現役）
3. 3,324　パスカル・シアカム（現役）
4. 2,954　カイル・ラウリー（現役）
5. 2,839　アントニオ・デイビス
6. 2,836　アミール・ジョンソン
7. 2,739　デマー・デローザン（現役）
8. 2,095　アンドレア・バルニャーニ
9. 2,091　ヴィンス・カーター
10. 2,083　クリス・ブーシェ（現役）

## 通算アシスト
1. 4,277　カイル・ラウリー（現役）
2. 3,770　ホセ・カルデロン
3. 2,199　フレッド・ヴァンブリート（現役）
4. 2,078　デマー・デローザン（現役）
5. 1,846　パスカル・シアカム（現役）
6. 1,791　アルヴィン・ウィリアムズ
7. 1,761　デイモン・スタウダマイアー
8. 1,553　ヴィンス・カーター
9. 1,368　スコッティ・バーンズ（現役）
10. 1,197　ダグ・クリスティ

## 通算ブロック(73-74シーズンから)
1. 600　クリス・ボッシュ
2. 480　アミール・ジョンソン
3. 479　ヨナス・ヴァランチューナス（現役）
4. 415　ヴィンス・カーター
5. 405　アントニオ・デイビス
6. 384　クリス・ブーシェ（現役）
7. 382　アンドレア・バルニャーニ
8. 360　マーカス・キャンビー
9. 317　パスカル・シアカム（現役）
10. 281　サージ・イバーカ（現役）

## 通算スティール(73-74シーズンから)
1. 873　カイル・ラウリー（現役）
2. 664　ダグ・クリスティ
3. 655　デマー・デローザン（現役）
4. 562　フレッド・ヴァンブリート（現役）
5. 552　モリス・ピーターソン
6. 534　ヴィンス・カーター
7. 517　アルヴィン・ウィリアムズ
8. 487　OG・アヌノビー（現役）
9. 469　ホセ・カルデロン
10. 468　パスカル・シアカム（現役）

## 出場試合
1. 675　デマー・デローザン（現役）
2. 601　カイル・ラウリー（現役）
3. 542　モリス・ピーターソン
4. 525　ホセ・カルデロン
5. 510　パスカル・シアカム（現役）
6. 509　クリス・ボッシュ
7. 470　ヨナス・ヴァランチューナス（現役）
8. 451　アミール・ジョンソン
9. 433　アンドレア・バルニャーニ
10. 417　アルヴィン・ウィリアムズ、フレッド・ヴァンブリート（現役）

## 3ポイントシュート（NBAでは79-80より公式記録）成功
1. 1,518　カイル・ラウリー（現役）
2. 1,000　フレッド・ヴァンブリート（現役）
3. 801　モリス・ピーターソン
4. 651　OG・アヌノビー（現役）
5. 598　テレンス・ロス
6. 597　ゲイリー・トレント・ジュニア（現役）
7. 579　アンドレア・バルニャーニ
8. 554　ヴィンス・カーター
9. 527　パスカル・シアカム（現役）
10. 456　ホセ・カルデロン

## フリースロー成功
1. 3,539　デマー・デローザン（現役）
2. 2,997　クリス・ボッシュ
3. 2,270　カイル・ラウリー（現役）
4. 1,784　ヴィンス・カーター
5. 1,622　パスカル・シアカム（現役）
6. 1,164　アンドレア・バルニャーニ
7. 1,156　アントニオ・デイビス
8. 1,146　ヨナス・ヴァランチューナス（現役）
9. 1,015　モリス・ピーターソン
10. 984　フレッド・ヴァンブリート（現役）

## 50得点以上
54得点
- フレッド・ヴァンブリート（vs ORL / 2021年2月2日）

52得点
- デマー・デローザン（vs MIL / 2018年1月1日）
- パスカル・シアカム（vs NYK / 2022年12月21日）

51得点
- ヴィンス・カーター（vs PHX / 2000年2月27日）
- テレンス・ロス（vs LAC / 2014年1月25日）

50得点 
- ヴィンス・カーター（vs PHI / 2001年5月11日）（プレーオフ）

## その他
- 96-97シーズン、15勝67敗に終わったボストン・セルティックスに3敗してしまった[1]。
- シーズン平均得点=27.6　ヴィンス・カーター

新人最多得点
- 48（1試合）　チャーリー・ビラヌエバ
- 19.0（1試合平均）　デイモン・スタウダマイアー

トリプル・ダブル
- 16回　カイル・ラウリー
- 6回　スコッティ・バーンズ
- 5回　パスカル・シアカム

1試合最多3ポイントシュート成功
- 12　ドニエル・マーシャル
- 11　フレッド・ヴァンブリート

- スタウダマイアーは、オールスタールーキーゲームにも出場してトリプルダブルを達成。MVPに輝いている。
- 2022年にフレッド・ヴァンブリートはドラフト外選手としては史上5人目となるオールスターゲームに出場した。

## 主なアメリカ国籍以外の選手
- ザン・タバック(クロアチア)
- チャーリー・ビラヌエバ（ドミニカ共和国）
- ホセ・カルデロン（スペイン）
- ラーショ・ネステロヴィッチ（スロベニア）
- ママドゥ・ンジャイ（セネガル）
- ホルヘ・ガルバホサ（スペイン）
- アンドレア・バルニャーニ（イタリア）
- ヨナス・ヴァランチューナス（リトアニア）
- グレイビス・バスケス（ベネズエラ）
- コーリー・ジョセフ（カナダ）
- ビスマック・ビヨンボ（コンゴ民主共和国）
- ヤコブ・パートル（オーストリア）
- パスカル・シアカム（カメルーン）
- サージ・イバーカ（スペイン）
- OG・アヌノビー（イギリス）
- クリス・ブーシェ（カナダ）
- マルク・ガソル（スペイン）
- 渡邊雄太 （日本）
- プレシャス・アチュワ（ナイジェリア）
- フアンチョ・エルナンゴメス（スペイン）
- デニス・シュルーダー（ドイツ）
- RJ・バレット（カナダ）
- ケリー・オリニク（カナダ）